# Willie Reid
Willie Reid (født 19. september 1982) er en tidligere amerikansk fodbold-spiller fra USA, der spillede to år for NFL-holdet Pittsburgh Steelers. Han spillede positionen wide receiver.